# Marian van de Wal
Marian van de Wal és una cantant neerlandesa resident a Andorra que va néixer el 21 de gener de 1970 a la localitat de Vianen, a la rodalia de la ciutat neerlandesa d'Utrecht. Van de Wal va passar a ser coneguda a l'entorn del Festival de la Cançó de l'Eurovisió i sobretot a nivell d'Andorra pel fet de participar en nom d'aquest país al concurs que el 2005 es va celebrar a Kíiv, Ucraïna.
Van de Wal va residir fins al 1999 als Països Baixos, on tan sols havia participat en el món musical a nivell principiant, a diversos festivals de música country. Un cop a Andorra, on regenta un hostal a nivell familiar al poble de l'Aldosa, a la parròquia de La Massana, va començar a realitzar actuacions tant al seu negoci com prenent part a festivals musicals com els d'Aixirivall o Ordino.

## Eurovisió
El punt clau de la seva carrera musical va arribar l'any 2004 en el moment en què va entrar a participar en el programa Eurocàsting d'Andorra Televisió, presentat per Meri Picart i Josep Lluís Trabal, amb el qual s'iniciava la selecció de cantants per participar en el Festival d'Eurovisió. Mitjançant el televot, es va aconseguir classificar-se entre les tres posicions finalistes, juntament amb les populars cantants andorranes Ishtar Ruiz i Mar Capdevila. Amb la participació en la primera edició del programa Desitja'm sort, Marian va resultar l'escollida per representar RTVA a Eurovisió el 2005 gràcies als vots d'un jurat d'experts i del públic d'ATV. Després d'interpretar tres cançons a la segona edició del Desitja'm sort ("Dona'm la pau", "La mirada interior" i "No demanis"), l'escollida pel públic i pel jurat va ser La mirada interior.
Després d'una important tasca de promoció internacional i un cop feta l'actuació a la semifinal d'Eurovisió, Marian van de Wal no va aconseguir classificar-se per la final, malgrat haver aconseguit un total de 27 punts provinents de quatre països diferents.
Els últims lligams de Marian van de Wal amb Eurovisió venen a través de la seva breu participació en els programes Alguna cosa batega i Tots som Anonymous, amb què Andorra Televisió presentava la representació a Eurovisió de 2006 i de 2007, respectivament. Van de Wal va reaparèixer a Eurovisió com a portaveu del televot andorrà durant la final de l'edició de 2007 del concurs europeu, el dia 12 de maig.
Després del pas per Eurovisió, Marian van de Wal va seguir combinant el negoci familiar amb la carrera musical. Ben aviat va crear un duet amb qui va ser la seva professora de cant durant la preparació per a Eurovisió, Hellen Robson, amb qui va elaborar diverses versions catalanes de cançons de grups neerlandesos com és el cas de "Nota a la nevera". A principis de 2007, Van de Wal va unir el seu talent amb el del músic andorrà Oriol Vilella tot creant un nou duet amb qui ha elaborat dos singles "Breaking" ("Trencant") i "Waiting" ("Esperant").